# Romário Cunha
Pour les articles homonymes, voir Cunha.
Romário Cunha, né le 21 mars 2008 à Ribeira de Pena, est un footballeur portugais qui joue au poste de gardien de but au SC Braga.

## Biographie

### Carrière en club
Né à Ribeira de Pena au Portugal, Romário Cunha est formé par le SC Braga, où il s'illustre d'abord en équipes de jeunes avec le club de championnat du Portugal,, y signant son premier contrat professionnel en mars 2024.

### Carrière en sélection
Romário Cunha est international junior avec l'équipe du Portugal des moins de 17 ans à partir de septembre 2024.
Il est convoqué avec l'équipe du Portugal des moins de 17 ans pour participer au Championnat d'Europe des moins de 17 ans qui a lieu en mai et juin 2025,.
Titulaire dans les buts, Cunha s'illustre dès les phases de poule, avant que le Portugal n'atteigne la finale de la compétition après l'avoir emporté au tirs au but face à l'Italie (après un match nul 2-2),. Auteur de trois arrêts lors de la séance de tirs au but, après avoir déjà arrêté un penalty dans le jeu, Romário Cunha est porté en héro par la presse nationale, après avoir éliminé les champions en titre,,,,.
Les lusitaniens remportent ensuite la compétition en s'imposant 3-0 contre la France en finale,,,. Romário Cunha est lui évoqué parmi les joueurs les plus en vue du Portugal sur l'ensemble du tournoi,.

## Palmarès
Portugal -17 ans
- Championnat d'Europe
  - Champion en 2025